# Sean Marks
Sean Andrew Marks (* 23. August 1975 in Auckland) ist ein neuseeländisch-britischer Basketballfunktionär und ehemaliger -spieler, der seit 2007 Staatsbürger der Vereinigten Staaten ist.

## Laufbahn
Marks spielte Basketball am Rangitoto College in seiner Heimatstadt Auckland. Er wechselte in die Vereinigten Staaten, spielte an der University of California und studierte Politikwissenschaft. Der 2,08 Meter messende Flügelspieler kam zwischen 1994 und 1998 auf 86 Spiele für die Hochschulmannschaft. Seine besten Werte während seiner Studentenzeit erreichte der Neuseeländer in der Saison 1997/98 mit 9,8 Punkten sowie 7,6 Rebounds pro Begegnung. Er spielte in der kalifornischen Hochschulmannschaft teils mit Shareef Abdur-Rahim und anderen späteren NBA-Spielern zusammen.
Marks wurde beim Draftverfahren der NBA im Jahr 1998 von den New York Knicks (zweite Runde, 44. Stelle) ausgewählt, die die Rechte an dem Neuseeländer aber sofort an die Toronto Raptors abgaben. Im Januar 1999 wurde Marks vom italienischen Erstligisten Kinder Bologna verpflichtet, kam für die Mannschaft aber nie zum Einsatz, da er noch im selben Monat einen Mehrjahresvertrag von den Toronto Raptors erhielt. Er wurde der erste Neuseeländer, der in der nordamerikanischen Liga zum Einsatz kam. Für Toronto bestritt Marks 13 Spiele, ehe er im Herbst 2000 zu Śląsk Wrocław nach Polen wechselte. Mitte Januar 2001 ging Marks in die NBA zurück, er hatte von den Seattle SuperSonics einen Zehntagesvertrag erhalten. In Seattle wurde er nicht im Spielbetrieb eingesetzt, er spielte nach dem Auslaufen des Vertrags wieder in Wrocław.
Zwischen 2001 und 2003 stand er bei den Miami Heat (NBA) unter Vertrag, Ende September 2003 sicherten sich die San Antonio Spurs die Dienste des Neuseeländers. Aufgrund von Kniebeschwerden kam er in der Saison 2003/04 jedoch nicht zum Einsatz. Anschließend spielte Marks bis 2006 bei den Texanern, mit denen er 2005 den NBA-Meistertitel gewann. Von 2006 bis 2008 war er Spieler der Phoenix Suns, von 2008 bis 2010 spielte er bei den New Orleans Hornets und in der Saison 2010/11 bei den Portland Trail Blazers. Marks kam auf insgesamt 230 NBA-Einsätze, die meisten (74) bestritt er für New Orleans. Er blieb während seiner Zeit in der NBA Ergänzungsspieler, insgesamt verbuchte Marks in der Liga einen Schnitt von 2,8 Punkten pro Begegnung.
Mit Neuseelands Nationalmannschaft nahm Marks an den Olympischen Sommerspielen 2000 und 2004 teil. Bei den Spielen 2000 war er mit 13 Punkten je Begegnung bester Korbschütze seiner Mannschaft. Bei der Weltmeisterschaft 2002 erreichte Marks mit Neuseeland den vierten Rang, wobei er aufgrund einer im letzten Vorrundenspiel erlittenen Augenverletzung für den Rest des Turniers ausfiel.
Ab 2011 arbeitete Marks in der Führungsetage der San Antonio Spurs, war zunächst als stellvertretender Direktor, ab 2012 dann leitend für die täglichen Abläufe rund um die Mannschaft zuständig. Ab 2012 war er zusätzlich als Manager für die Ausbildungsmannschaft der Texaner, die Austin Toros, zuständig. In der Saison 2013/14 gehörte er in San Antonio als Assistenztrainer zum Stab von Cheftrainer Gregg Popovich, im September 2014 übernahm er bei den Texanern das Amt des stellvertretenden Managers.
Im Februar 2016 wurde Marks in die Ruhmeshalle des neuseeländischen Basketballverbandes aufgenommen, musste sich während der Feierstunde aufgrund anderer Verpflichtungen aber von seinem Vater vertreten lassen.
Im Februar 2018 verpflichteten die Brooklyn Nets Marks als Manager.